# Arqoviella
Arqoviella is een geslacht van uitgestorven kreeftachtigen uit de klasse van de Ostracoda (mosselkreeftjes). Er is nog onduidelijkheid over de taxonomische indeling van dit geslacht ('incertae sedis').

## Soorten
- Arqoviella permiana Gerry & Honigstein in Gerry et al., 1987 †
- Arqoviella qinglongensis (Wang, 1978) Gerry & Honigstein in Gerry et al., 1987 †